# Fédération d'Irak de football
La Fédération nationale d'Irak (Iraqi Football Association (en) IFA) est une association regroupant les clubs de football d'Irak et organisant les compétitions nationales et les matchs internationaux de la sélection d'Irak.
La fédération nationale d'Irak est fondée en 1948. Elle est affiliée à la FIFA depuis 1950 et est membre de l'AFC depuis 1971.